# بهاندا کانسارا
بهاندا کانسارا (به انگلیسی: Bhanda Kansara) یک روستا در هند است که در شهرستان کندوجار واقع شده‌است. بهاندا کانسارا ۴٬۰۰۰ نفر جمعیت دارد.